# Acrocercops undifraga
Acrocercops undifraga là một loài bướm đêm thuộc họ Gracillariidae. Loài này có ở Cuba và Haiti.
Ấu trùng ăn Solanum antillarum và Solanum torvum. Chúng có thể ăn lá nơi chúng làm tổ.